# 뭉치고
뭉치고(moongchigo)는 위치기반을 이용한 내 주변 샵 정보를 제공하는 안내 광고 웹사이트이다. 마사지, 왁싱, 피부관리 등 다양한 샵 정보를 제공한다.

## 연혁
- 2021.10 : 회사 설립

## 기능

### 정보 제공
위치기반으로 샵 사진, 샵 후기 등을 확인할 수 있으며, 샵에 바로 전화 또는 문자할 수 있다.

### 지역 업체 광고
소상공인들이 광고비를 내고 자신의 업체를 광고 할 수 있다.

### 샵 카테고리
뭉치고는 마사지, 왁싱, 피부관리 등 힐링과 관련된 모든 카테고리를 다룬다.
태국마사지, 중국마사지, 프랜차이즈, 왁싱, 스포츠마사지, 아로마, 경락·딥티슈, 1인샵, 스웨디시, 수면가능, 스파·사우나, 피부관리, 24시간, 한국인관리사, 단체·커플, 홈케어, 체형관리, 여성전용.